# Amazing (canción de Aerosmith)
«Amazing» es una  power ballad interpretada por la banda de hard rock estadounidense Aerosmith, incluida en su 11°. álbum de estudio Get a Grip (1993). Fue escrita por el cantante Steven Tyler y por el durante mucho tiempo amigo y colaborador de la banda, Richie Supa y también fue producida por Bruce Fairbairn. Se alcanzó el # 24 en el Billboard Hot 100 el 12 de febrero de 1994. Se alcanzó el # 3 en el Mainstream Rock Tracks chart y # 57 en el Reino Unido.

## Vídeo musical
El vídeo de la canción, dirigido por Marty Callner, es bien conocido por su descripción de la tecnología digital y contó con la segunda aparición de Alicia Silverstone en los vídeos de la banda. Junto con ella actuó Jason London, estrella de Dazed and Confused, una película que se estrenó en el mismo año de Get a Grip y en la que se realizaron numerosas referencias a Aerosmith. Los personajes aparecen en el vídeo musical como dos jóvenes del ciberespacio que escapan a un mundo de realidad virtual juntos, sin darse cuenta de que la otra persona también lo está haciendo, usando el mismo programa de realidad virtual. 
En el mundo de los sueños virtual, los dos se embarcan en un viaje en motocicleta, se arrojan en paracaídas, así como también se besan apasionadamente en una motocicleta de color rojo, de la marca BMW. 
En una parte uno de los personajes se embarca y vuela en un biplano, que combinado con la tecnología digital crea lo que se considera a menudo como una dicotomía interesante entre la tecnología anticuada y moderna, de alguna manera la presentación de un paralelo entre los personajes. 
Mientras tanto, los miembros de la banda realizan la música en varias partes a lo largo de la canción, incluyendo un túnel, así como tomas en solitario de Steven Tyler en una habitación, y de Joe Perry tocando un solo de guitarra con un paisaje urbano en el fondo. Joe Perry también sufrió una ligera lesión en la cabeza durante la filmación del vídeo. 
Al final del vídeo, se descubre que se trataba de Silverstone, que estaba participando en la fantasía virtual. Muchos críticos ahora utilizan el vídeo como una poderosa advertencia sobre los peligros potenciales del ciberespacio.
La versión en vídeo de la canción se extendió por 52 segundos al final.

## Posicionamiento
| Fin de año en las tablas | Posición |
| ------------------------ | -------- |
| US Billboard Hot 100     | 72       |

## Letra
Está escrita por Steven Tyler, con la asistencia del compositor profesional y excompañero de banda Richie Supa, y es considerado como uno de los mejores trabajos de Tyler. Se habla de su vida con problemas y el abuso de drogas después de que la banda se separó.

## En otros medios
«Amazing» es uno de los dos temas musicales realizados por Aerosmith usó en el videojuego Dead or Alive 4 para Xbox 360 creado por Team Ninja. Aparece en el tema de cierre de Helena, que también se considera como el final de cine y los créditos para toda la partida.